# Put Up Your Hands
Put Up Your Hands er en amerikansk stumfilm fra 1919 af Edward Sloman.

## Medvirkende
- Margarita Fischer som Olive Barton
- George Periolat som Peter Barton
- Emory Johnson som Emory Hewitt
- Hayward Mack som Alvin Thorne
- William V. Mong som Hazelitt